# Sir Alexander Area
Sir Alexander Area także Sir Alexander Range – najdalej na północ wysunięte pasmo górskie Canadian Rockies w łańcuchu Gór Skalistych (należące do podgrupy grupy Northern Continental Ranges) leżące w Kanadzie, w prowincjach Kolumbia Brytyjska (99 proc.) i Alberta (1 proc.). Znajduje się na zachód od głównej grani Gór Skalistych. Od południowego zachodu ogranicza je Rów Gór Skalistych (dolina rzeki Fraser). Na północ od niego znajdują się pasma Hart Ranges.
Sir Alexander Range zajmują powierzchnię 2 322 km² i rozciągają się na długości 55 km z północy na południe i 64 km ze wschodu na zachód.
Najwyższe szczyty to: Mount Sir Alexander (3275 m) i Mount Ida (3200 m). Zbocza tych szczytów pokryte są lodowcami. Lodowce wokół Mount Sir Alexander zajmują obszar 90 km², wokół Mount Ida – 20 km². Inne ważniejsze szczyty to: Nilah Peak (2972 m) i Kisano Mountain (2856 m).
Dużą część pasma zajmuje park regionalny Kakwa Provincial Park. Na południowy wschód od Sir Alexander Area znajduje się Jasper National Park.
Najbliższe miejscowości to: Sinclair Mills, Hutton i Crescent Spur.